# Svizzera ai Giochi della XXXI Olimpiade
La Svizzera ha partecipato ai Giochi della XXXI Olimpiade, che si sono svolti a Rio de Janeiro, Brasile, dal 5 al 21 agosto 2016.

## Medaglie

### Medagliere per discipline
| Sport       | Oro | Argento | Bronzo | Totale |
| ----------- | --- | ------- | ------ | ------ |
| Ciclismo    | 2   | 0       | 0      | 2      |
| Canottaggio | 1   | 0       | 0      | 1      |
| Tennis      | 0   | 1       | 0      | 1      |
| Triathlon   | 0   | 1       | 0      | 1      |
| Tiro        | 0   | 0       | 1      | 1      |
| Ginnastica  | 0   | 0       | 1      | 1      |
| Totale      | 3   | 2       | 2      | 7      |

### Medaglie d'oro
| Medaglia | Nome                                                | Sport         | Evento                 |
| -------- | --------------------------------------------------- | ------------- | ---------------------- |
| Oro      | Fabian Cancellara                                   | Ciclismo      | Cronometro maschile    |
| Oro      | Mario Gyr Simon Niepmann Simon Schürch Lucas Tramer | Canottaggio   | 4 senza pesi leggeri   |
| Oro      | Nino Schurter                                       | Mountain Bike | Cross country maschile |

### Medaglie d'argento
| Medaglia | Nome                            | Sport     | Evento           |
| -------- | ------------------------------- | --------- | ---------------- |
| Argento  | Timea Bacsinszky Martina Hingis | Tennis    | Doppio femminile |
| Argento  | Nicola Spirig                   | Triathlon | Gara femminile   |

### Medaglie di bronzo
| Medaglia | Nome                  | Sport      | Evento                     |
| -------- | --------------------- | ---------- | -------------------------- |
| Bronzo   | Heidi Diethelm Gerber | Tiro       | Pistola 25 metri femminile |
| Bronzo   | Giulia Steingruber    | Ginnastica | Volteggio femminile        |

## Atletica
La Svizzera ha qualificato a Rio i seguenti atleti:
- 100m femminili - 1 atleta (Mujinga Kambundji)
- 200m femminili - 1 atleta (Mujinga Kambundji)
- 800m femminili - 1 atleta (Selina Büchel)
- 400m ostacoli maschili - 1 atleta (Kariem Hussein)
- Salto con l'asta femminile - 2 atlete (Nicole Büchler e Angelica Moser)
- Staffetta 4x100m femminile

### Nuoto
Femminile
| Atleta                                                             | Evento         | Batterie | Batterie   | Semifinali      | Semifinali      | Finale          | Finale          |
| Atleta                                                             | Evento         | Tempo    | Classifica | Tempo           | Classifica      | Tempo           | Classifica      |
| ------------------------------------------------------------------ | -------------- | -------- | ---------- | --------------- | --------------- | --------------- | --------------- |
| Danielle Villars                                                   | 100 m farfalla | 59"45    | 27ª        | non qualificata | non qualificata | non qualificata | non qualificata |
| Martina van Berkel                                                 | 400 m misti    | 4:45"12  | 24ª        | N.D.            | N.D.            | non qualificata | non qualificata |
| Maria Ugolkova Alexander Touretski Danielle Villars Noemi Girardet | 4×100 m libero | 3:41"02  | 14ª        | N.D.            | N.D.            | non qualificata | non qualificata |

| Atleta            | Evento      | Batterie | Batterie   | Semifinali      | Semifinali      | Finale          | Finale          |
| Atleta            | Evento      | Tempo    | Classifica | Tempo           | Classifica      | Tempo           | Classifica      |
| ----------------- | ----------- | -------- | ---------- | --------------- | --------------- | --------------- | --------------- |
| Jeremy Desplances | 400 m misti | 4:15"46  | 13ª        | N.D.            | N.D.            | non qualificato | non qualificato |
| Yannick Käser     | 100 m rana  | 1:00"71  | =24ª       | non qualificato | non qualificato | non qualificato | non qualificato |